# Ložane
Ložane este o localitate din comuna Pesnica, Slovenia, cu o populație de 89 de locuitori.